# Klintehamn
Klintehamn – miejscowość (tätort) w Szwecji, w regionie administracyjnym (län) Gotland, w gminie Gotland.
Według danych Szwedzkiego Urzędu Statystycznego liczba ludności wyniosła: 1490 (31 grudnia 2015), 1537 (31 grudnia 2018) i 1560 (31 grudnia 2019).
Z Klintehamn w sezonie letnim odpływa statek na wyspę Stora Karlsö, a w ścisłym okresie wakacyjnym zawija on także na Lilla Karlsö.